# Ludwig Knobloch

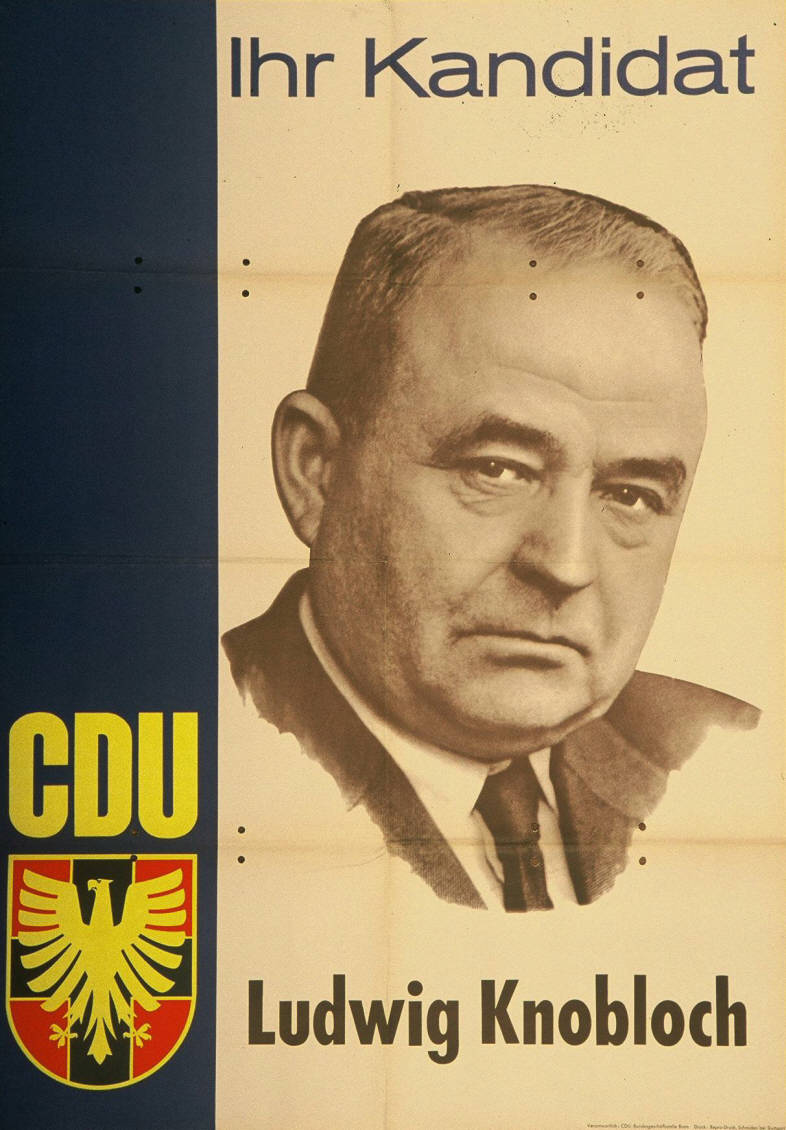
Ludwig Knobloch auf einem Wahlplakat zur Bundestagswahl 1961

Ludwig Knobloch (* 23. Juli 1901 in Ilbesheim (Donnersbergkreis); † 22. November 1995 ebenda) war ein deutscher Politiker (CDU) und führender Funktionär der deutschen Zuckerrübenbauern.

## Leben und Beruf
Nach dem Besuch von Volksschule und Landwirtschaftsschule in Kirchheimbolanden wechselte Knobloch, der evangelischen Glaubens war, auf die Kreisackerbauschule in Kaiserslautern. Bereits 1921 übernahm er den elterlichen Hof. 1928 übernahm Knobloch den Vorsitz im Junglandbund der Pfalz und beim Verein ehemaliger Landwirtschaftsschüler. Von 1928 bis 1979 war er im Gemeinderat von Ilbesheim, und von 1956 bis 1974 im Kreistag und Kreisausschuss. Nach dem Zweiten Weltkrieg wurde er Präsident des Verbandes rheinland-pfälzischer Zuckerrübenbauer und gehörte auch dem Vorstand des Verbandes der süddeutschen Zuckerrübenbauer an. Er war außerdem Mitglied der Landwirtschaftskammer und des Gutachterausschusses der Oberfinanzdirektion Koblenz, der Braugerstenstelle Rheinland-Pfalz sowie des Kreisvorstandes der Bauern- und Winzerschaft in der Pfalz. Später wurde er Präsident der Arbeitsgemeinschaft deutscher Zuckerrübenbau-Verbände.

## Partei
Knobloch trat bereits zum 1. März 1932 der NSDAP bei (Mitgliedsnummer 1.032.236). Dem Deutschen Bundestag gehörte er dann von 1953 bis 1965 und erneut vom 24. Juli 1967, als er für den ausgeschiedenen Abgeordneten Bernhard Vogel nachrückte, bis 1969 an. Er vertrat den Wahlkreis Neustadt an der Weinstraße im Parlament.